# Jakub Majerski
Jakub Majerski (Cracovia, 18 de agosto de 2000) es un deportista polaco que compite en natación, especialista en el estilo mariposa.
Ganó una medalla de bronce en el Campeonato Mundial de Natación de 2024, una medalla de bronce en el Campeonato Mundial de Natación en Piscina Corta de 2024, tres medallas en el Campeonato Europeo de Natación, en los años 2022 y 2024, y dos medallas de bronce en el Campeonato Europeo de Natación en Piscina Corta de 2021.
Participó en dos Juegos Olímpicos de Verano, en los años 2020 y 2024, ocupando el quinto lugar en Tokio 2020, en los 100 m mariposa.

## Palmarés internacional
| Campeonato Mundial                  | Campeonato Mundial | Campeonato Mundial | Campeonato Mundial   |
| Año                                 | Lugar              | Medalla            | Prueba               |
| ----------------------------------- | ------------------ | ------------------ | -------------------- |
| 2024                                | Doha (Catar)       | Medalla de bronce  | 100 m mariposa       |
| Campeonato Mundial en Piscina Corta |                    |                    |                      |
| Año                                 | Lugar              | Medalla            | Prueba               |
| 2024                                | Budapest (Hungría) | Medalla de bronce  | 4 × 100 m libre      |
| Campeonato Europeo                  |                    |                    |                      |
| Año                                 | Lugar              | Medalla            | Prueba               |
| 2022                                | Roma (Italia)      | Medalla de bronce  | 100 m mariposa       |
| 2024                                | Belgrado (Serbia)  | Medalla de plata   | 4 × 100 m estilos    |
| 2024                                | Belgrado (Serbia)  | Medalla de bronce  | 100 m mariposa       |
| Campeonato Europeo en Piscina Corta |                    |                    |                      |
| Año                                 | Lugar              | Medalla            | Prueba               |
| 2021                                | Kazán (Rusia)      | Medalla de bronce  | 100 m mariposa       |
| 2021                                | Kazán (Rusia)      | Medalla de bronce  | 4 × 50 m libre mixto |